# Whitefield (New Hampshire)
Whitefield – miasto w Stanach Zjednoczonych, w stanie New Hampshire, w hrabstwie Coös.